# Casa Curutchet

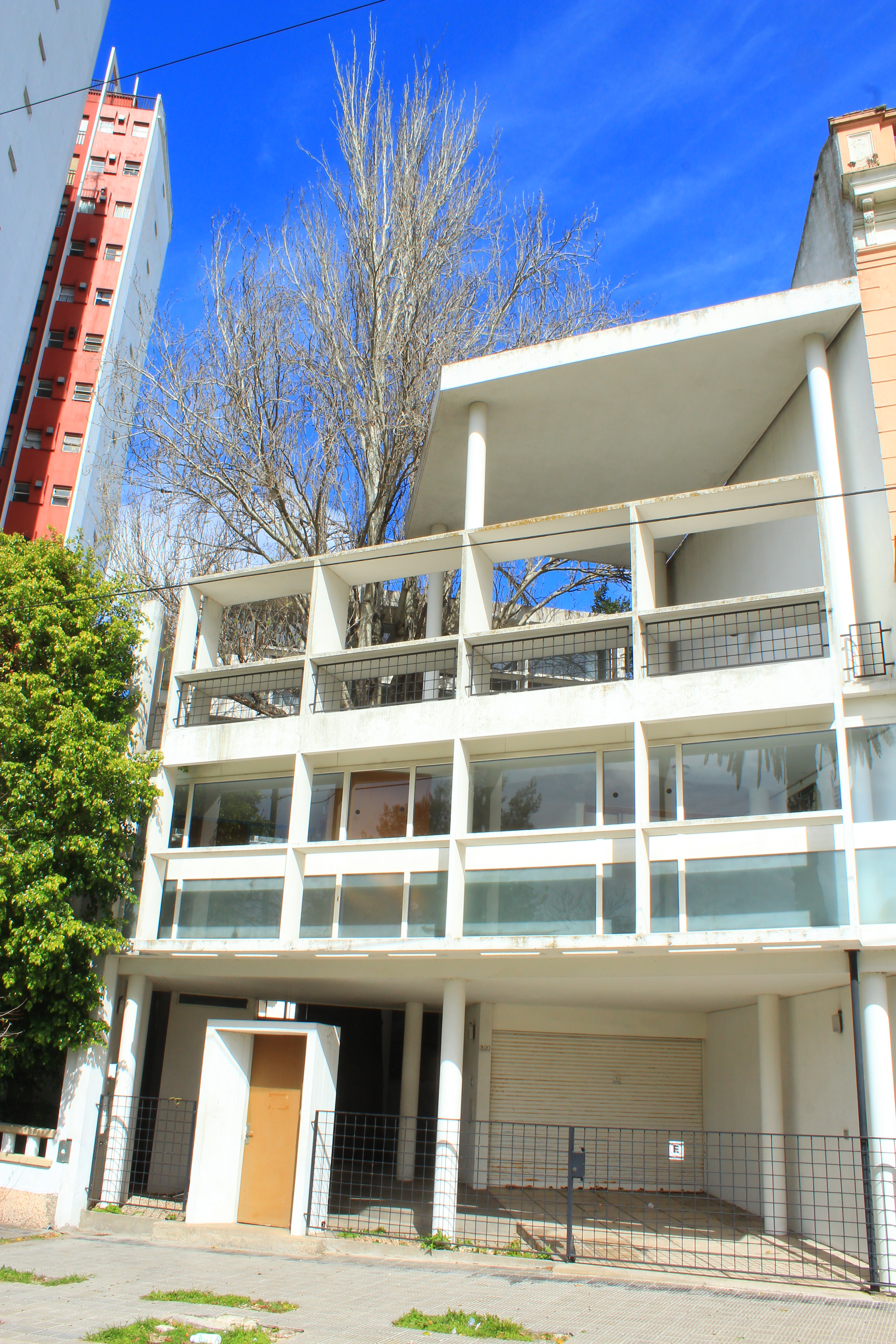
Casa Curutchet

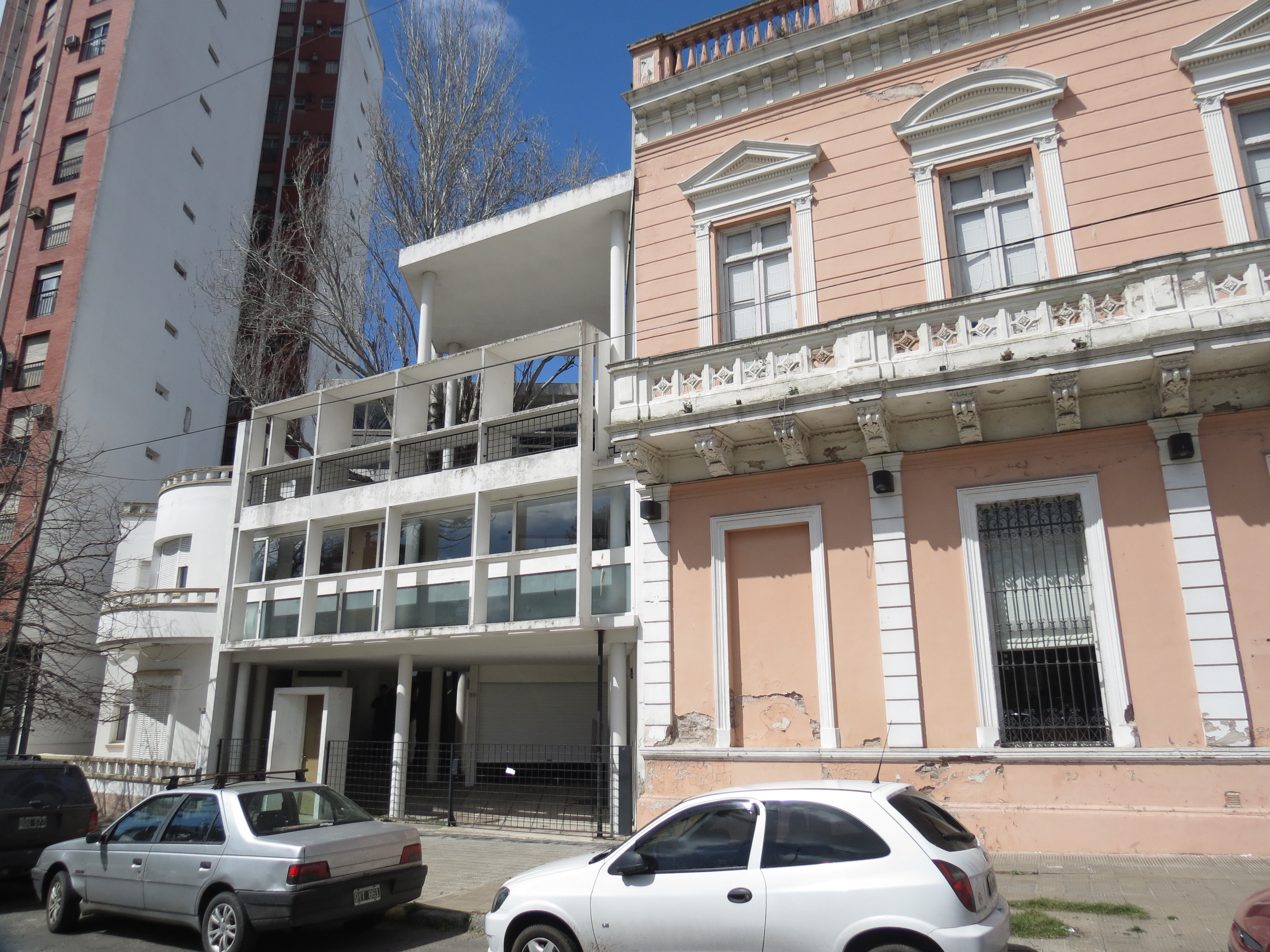
Fassadenansicht mit Nachbargebäude

Die Casa Curutchet in La Plata, Argentinien, ist ein von 1949 bis 1953 errichtetes Gebäude von Le Corbusier.

## Beschreibung
Das Haus wurde 1948 von dem Chirurgen Pedro Domingo Curutchet in Auftrag gegeben und umfasste eine kleine Arztpraxis im 1. Obergeschoss. Es besteht aus vier Hauptgeschossen mit einem Innenhof zwischen dem Haus und der Klinik. Das Gebäude ist dem Park Paseo del Bosque zugewandt. Die Hauptfassade ist mit einer Brise Soleil versehen.
Das Haus ist ein Beispiel für die Fünf Punkte zu einer neuen Architektur von Le Corbusier und verfügt über eine Rampe und eine Wendeltreppe. Es gilt als Meilenstein in Corbusiers Werdegang, weil es beispielhaft zeigt, wie kulturelle und historische Merkmale der Architektur (die Elemente des traditionellen argentinischen Hofhauses) unter Verwendung von Corbusiers fünf Punkten der modernen Architektur umgeschrieben werden können.

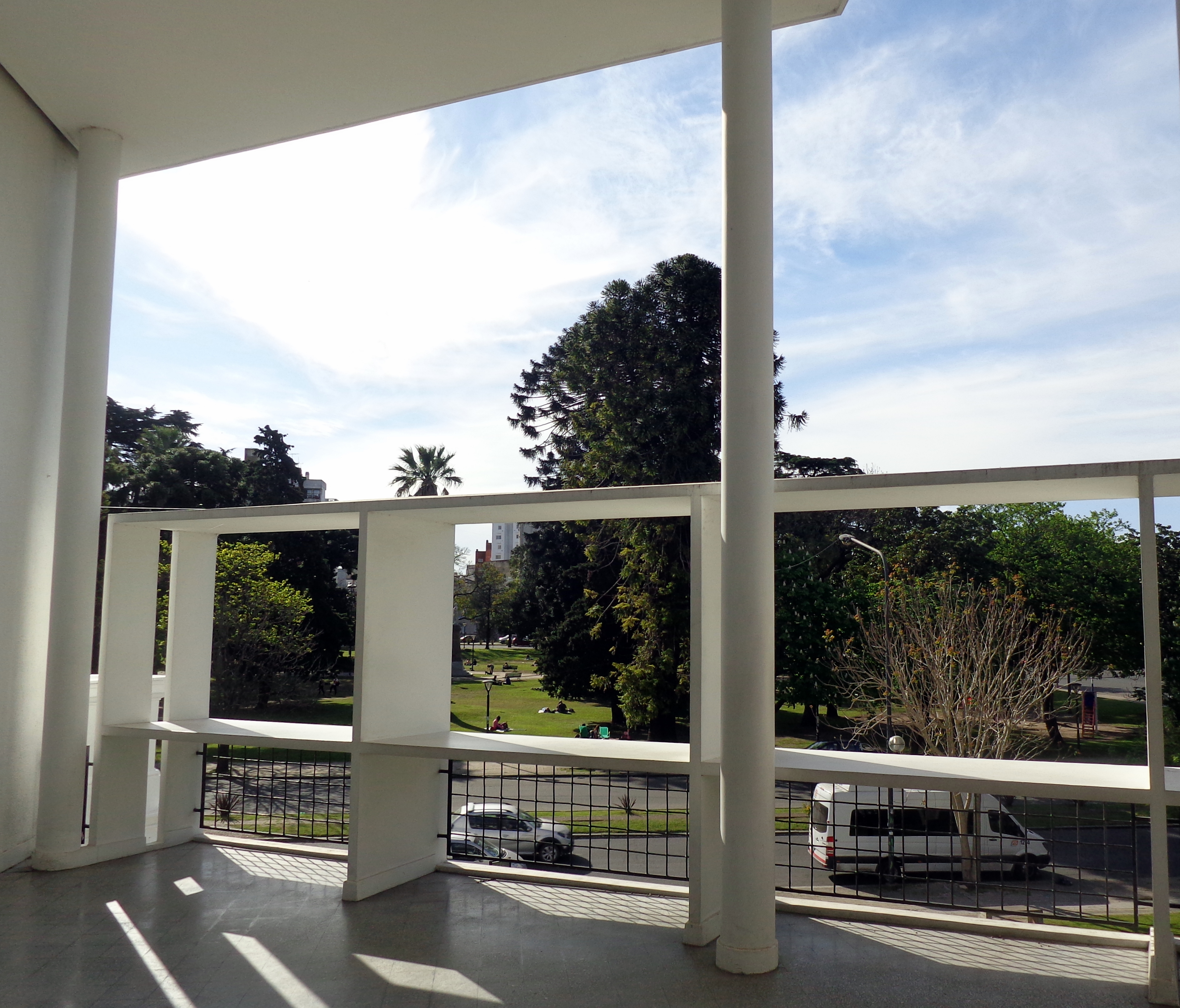
Blick vom Haus auf den Nachbarpark
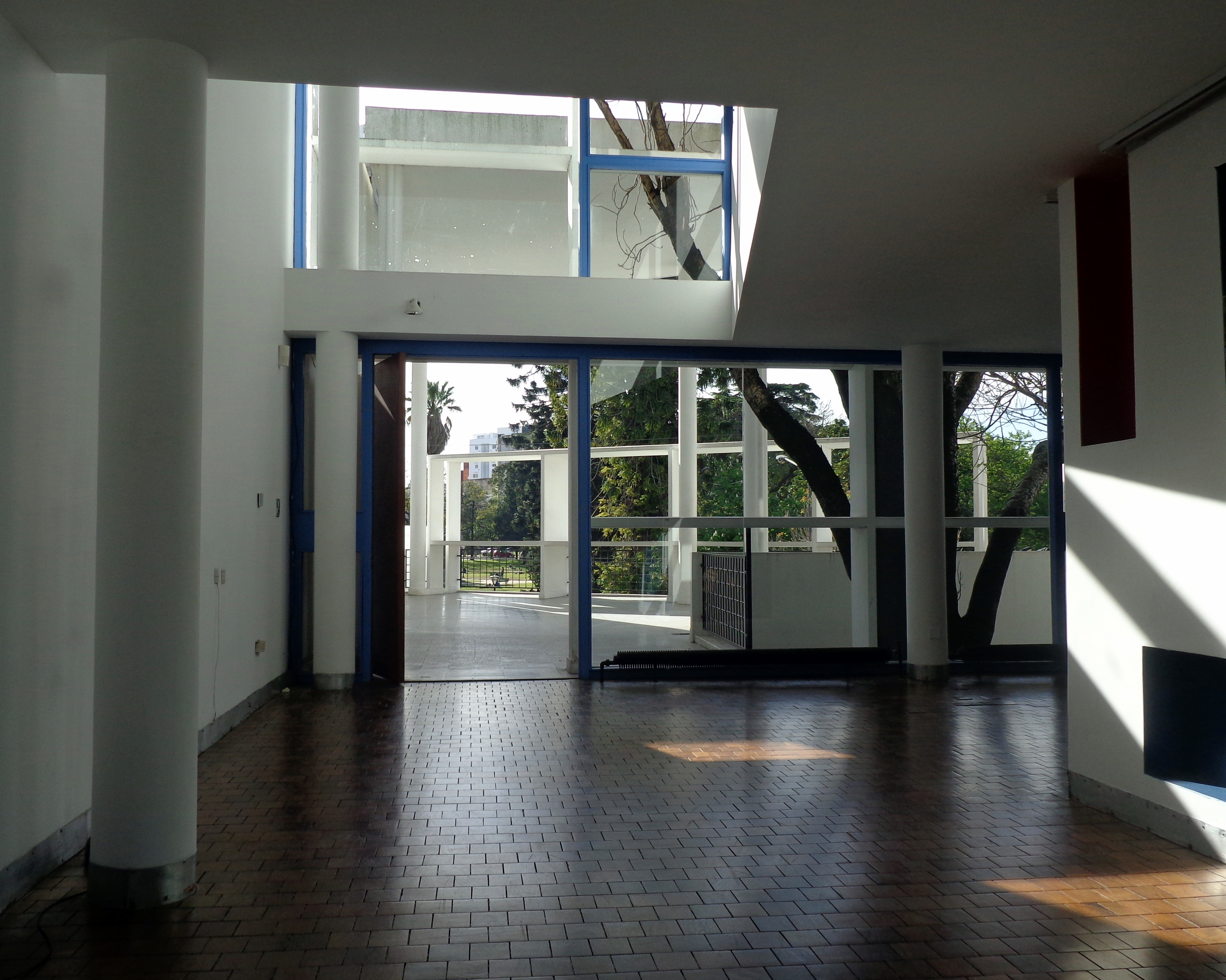
Innenansicht
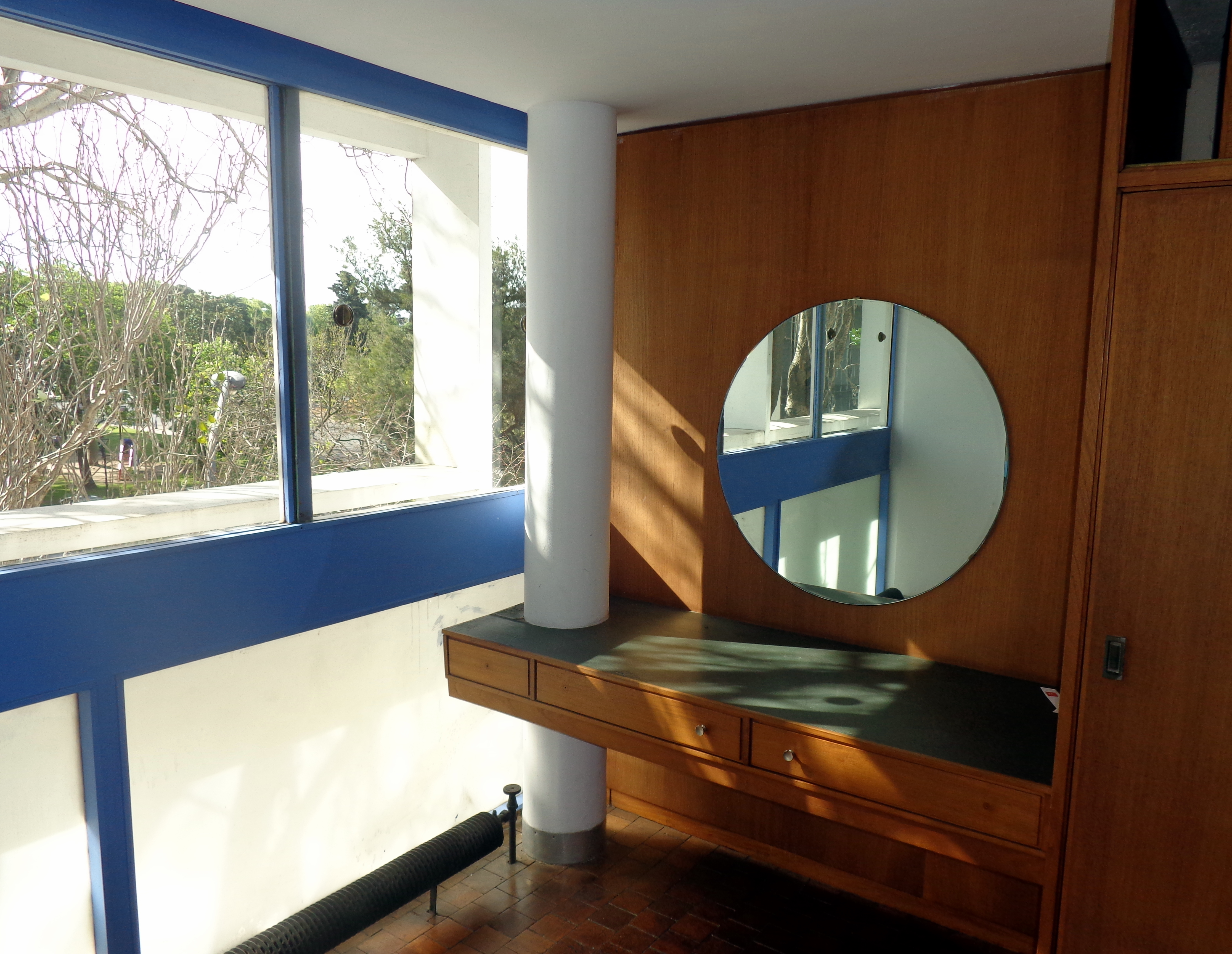
Einrichtung
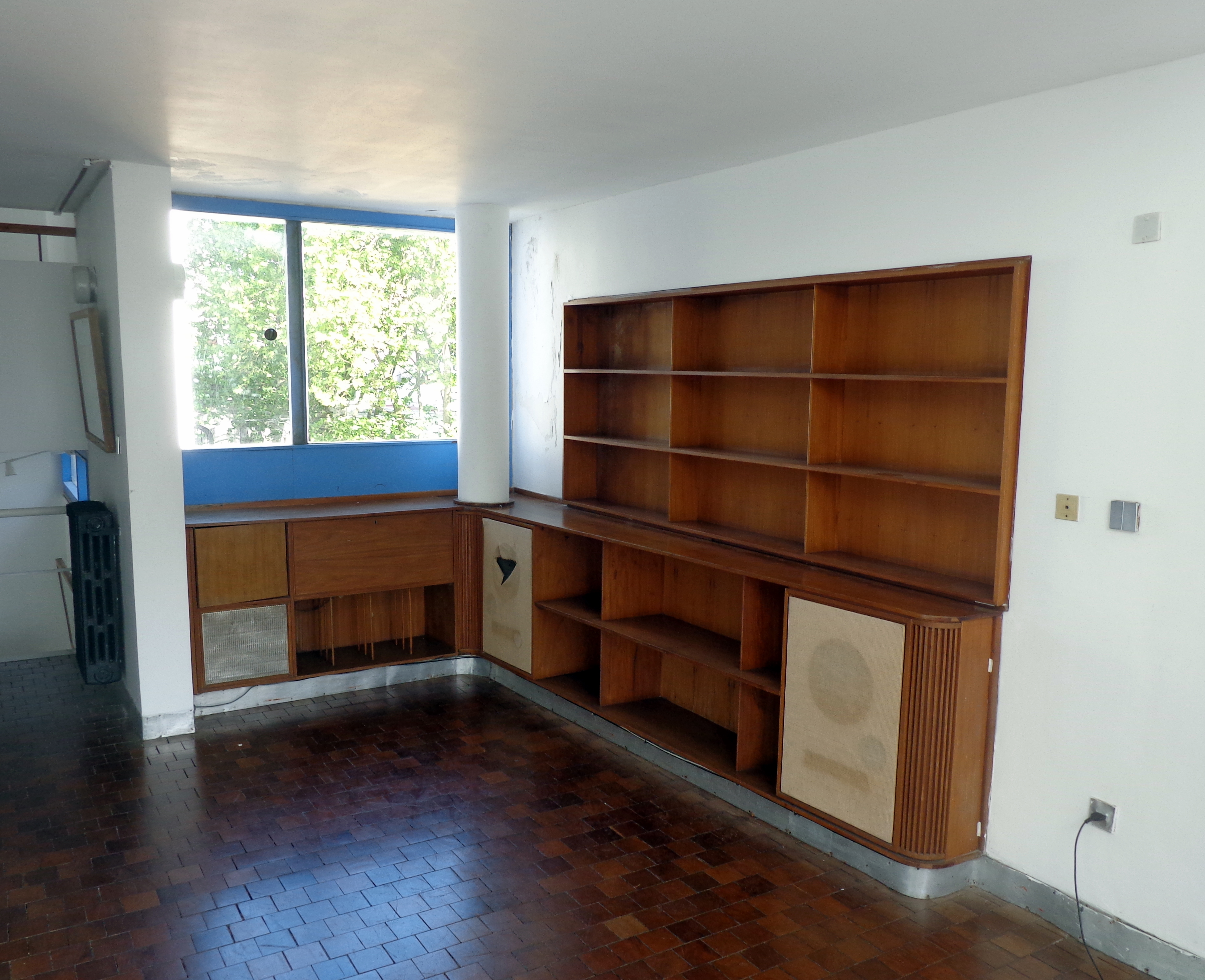
Einrichtung
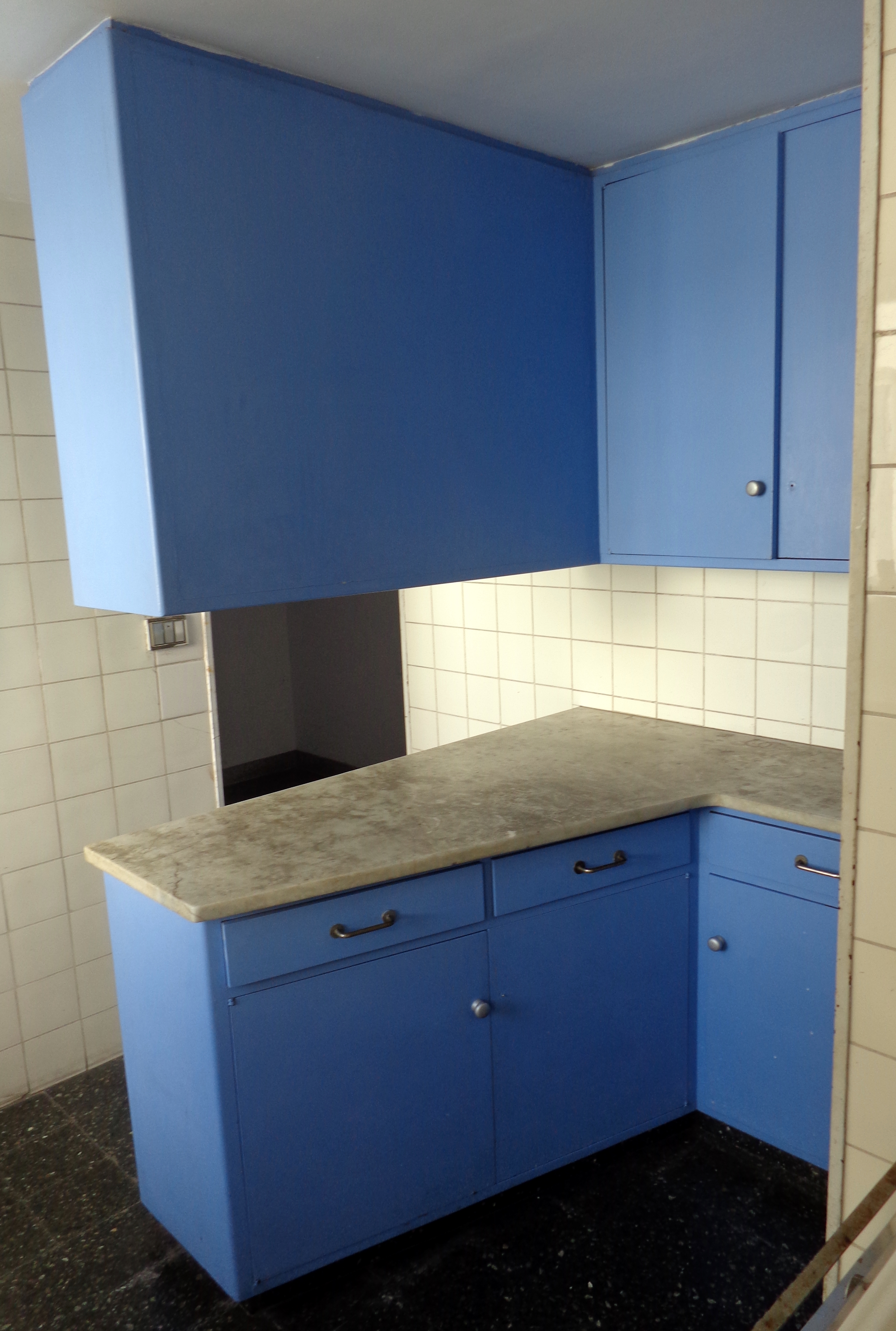
Einrichtung
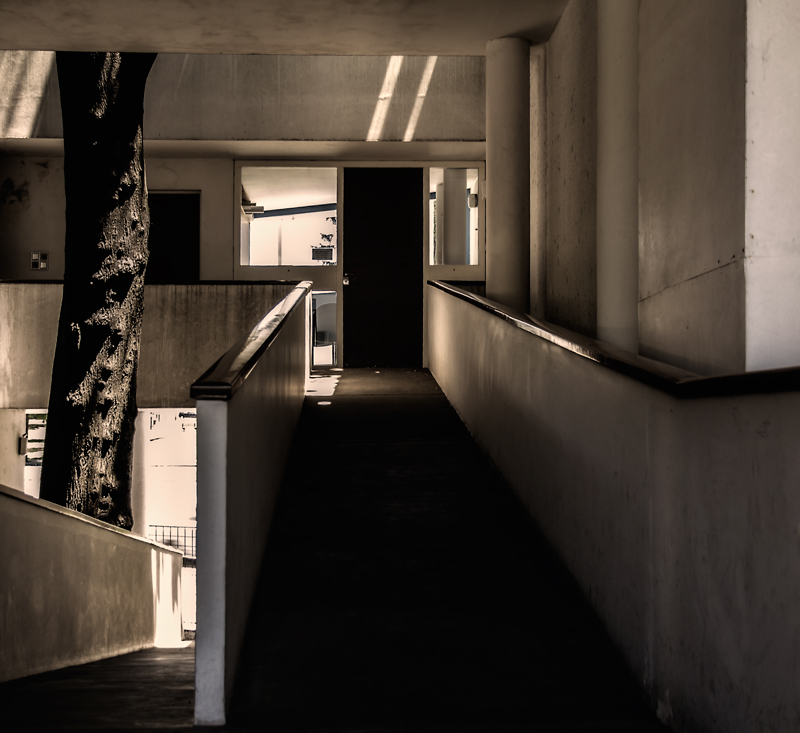
Rampe
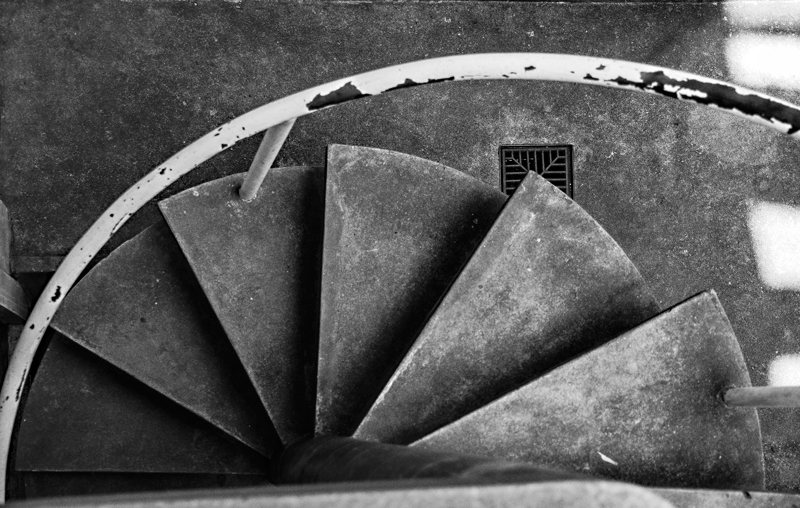
Treppe

## Nationales Denkmal und UNESCO-Welterbe
Das Haus wurde von 1986 bis 1988 anlässlich des hundertsten Geburtstages von Le Corbusier restauriert und von der argentinischen Kommission für Nationale Denkmäler zum nationalen Denkmal erklärt. Heute beherbergt es den Berufsverband der Architekten von Buenos Aires, das Colegio de Arquitectos, und ist für Besichtigungen zugänglich.
Im Juli 2016 wurden das Haus und sechzehn weitere Werke von Le Corbusier in die Liste des UNESCO-Weltkulturerbes aufgenommen.